# Ćmok (demon)
Cmuk, ćmok, ćmuk – wielkopolskie nazwy demonów domowych z wierzeń ludowych, które utrzymywały, że w kącie każdej chaty mieszkał demon pod postacią węża. Cmukowi należało okazywać cześć i nie wolno było go zabić, by nie ściągnąć na rodzinę kary w postaci śmierci. Nazwa demona jest wywodzona od „smykania”, czyli łażenia.